# Albert Serra i Martín
Albert Serra i Martín (1950, Barcelona), és un polític i professor universitari català. Ha estat secretari general de Salut de la Generalitat de Catalunya entre 2016 i 2017.
Llicenciat en ciències econòmiques i empresarials per la Universitat de Barcelona, té diversos estudis en funció gerencial de les administracions locals o en direcció pública per ESADE. Ha ocupat el càrrec de director de l'Institut de Governança i Direcció Pública d'ESADE.
Anteriorment ha ocupat diversos càrrecs en la funció pública així com en empresa privada. Ha estat gerent del Col·legi Oficial de Doctors i Llicenciats en Filosofia i Lletres i en Ciències de Catalunya i Balears (1976 - 1982), gerent del Col·legi Oficial de Psicòlegs de Catalunya (1982 - 1984), gerent de l'Institut d'Estudis Metropolitans de Barcelona (1986 - 1988) i gerent del Sector de Serveis a les Persones de l'Ajuntament de Barcelona (1991 - 1999). A partir de l'any 2000 va començar a exercir la docència universitària a ESADE dirigint el màster en direcció pública.